# Caisteal Suidhe Cheannaidh
 Das Dun Caisteal Suidhe Cheannaidh (auch Dun Kilchrenan genannt) liegt westlich der Straße B845 von Taynuilt nach Kilchrenan, etwa 1,5 km nördlich von Kilchrenan und des Loch Awe, in Argyll and Bute in Schottland. 
Das gut erhaltene leicht ovale Dun mit einem Innendurchmesser von 11,9 bzw. 13,1 m besetzt eine Position auf dem höchsten Teil des östlichen Endes eines felsigen Grates. Es wird auf drei Seiten, außer im Westen, wo eine Annäherung auf dem Gebirgskamm möglich ist, von Steilhängen geschützt. Die Dicke der Ringmauer liegt bei 4,1 bis 4,9 m. Der im äußeren Teil aus großen Blöcken gebildete Zugang liegt im Nordosten. Ein Anschlag für die Tür liegt 1,7 m von der Außenfassade. Vom Anschlag aus ist der erweiterte Gang innen 2,1 m breit. Der innere Teil des Zugangs ist 2,4 m lang und ein wenig seitlich gekrümmt. Er besitzt die für die eisenzeitlichen Anlagen in Schottland charakteristische Wächterzelle (englisch guard-cell). Die Teilausgrabung von 1890 zeigte die Position von mehreren Herden, an denen Knochen von Pferden und Hirschen entdeckt wurden. Die Resthöhe der nur teilweise überlebenden Wandfassade beträgt mehr als zwei Meter. Es ist überliefert, dass die Mauer sechs Meter hoch war, bevor sie als Steinbruch verwendet wurde.